# Емо рап
Емо рап (наричан още Емо хип-хоп) е поджанр на хип-хоп стилове, които често се използват в хип-хоп музиката – специално трап музика и клауд рап с лирични теми и вокали, емо музика, както и елементи от други близки рок жанрове като инди рок, поп пънк и ню метъл.

## Характеристики
В емо рапа се забелязва, че се отклонява от „традиционните“ тонове, които се намират в съвременния хип-хоп в полза на по-емоционално и лирично съдържание. Текстовете обикновено се съсредоточават върху теми като депресия, самота, безпокойство, злоупотреба с наркотици, нихилизъм, самоубийство, силна мъка и самолечение. Жанрът се характеризира със своята комбинация от музикални елементи, които често се намират в съзнателния хип-хоп с инди рок инструментали. Фенове и художници на жанра, заедно със сцената, която го заобикаля, често се наричат „тъжни момчета“.

## История
Въпреки че емо рапа е широко считан за нов феномен, използването на термина хип-хоп, съдържащи текстове, свързани с емо-музиката, датира от 10 години с артисти като Gym Class Heroes, Hollywood Undead и Eminem. Освен това, рапъри като Тупак, Nelly, Jay-Z, Джо Бъдден, Кание Уест, и The Notorious B.I.G. понякога са били означени като емо-хип-хоп, поради емоционалните си текстове, както и незначителни прилики с жанра, въпреки че музиката предхожда движението. Използването на този термин обаче все още не се отнася до жанра, тъй като терминът „емо хип-хоп“ е използван за описване на хип-хоп музиката с тези характеристики като цяло. Терминът „емо хип-хоп“ първоначално е създаден от рапъра Slug през 1997 г.
В днешно време известни емо рапъри са Lil Uzi Vert, Lil Peep, XXXTENTACION, Lil Tracy, Lil Xan, Young Thug и други.